# Otto Barwinski
Otto Franz Barwinski (* 12. August 1890 in Groß Purden; † 30. September 1969 in Berlin) war ein deutscher Jurist sowie Offizier, zuletzt Generalrichter im Zweiten Weltkrieg. In der Bundesrepublik war er Senatspräsident am Bundesdisziplinarhof.

## Leben
Er war ein Sohn des Grundbesitzers Isidor Barwinski und dessen Ehefrau Rosalie, geborene Blazejewski. Nach dem Studium der Rechtswissenschaften wurde Barwinski im Jahr 1919 zuerst als Gerichtsassessor und ab dem Jahr 1923 als Amtsgerichtsrat in Bischofsburg angestellt. Danach war er von 1925 bis Frühjahr 1932 als Landgerichtsrat in Königsberg tätig und ab dem 18. März 1932 wurde er zum Mitglied des Dienststrafsenats beim Oberlandesgericht Königsberg ernannt.
Barwinski trat am 9. Juni 1936 dem Heer der Wehrmacht bei, wurde zuerst Oberkriegsgerichtsrat und war ab 1938 als Ministerialrat in der Heeresrechtsabteilung des Oberkommandos des Heeres in Berlin tätig. Am 1. Mai 1940 wurde er zum Reichskriegsgericht delegiert, unterstand dem Admiral Max Bastian und war dort bis Mai 1945 Reichsgerichtsrat. Zuvor war er am 1. Mai 1944, unter gleichzeitiger Versetzung zu den aktiven Offizieren des Truppensonderdienstes, zum Generalrichter ernannt worden. Bei Kriegsende geriet er in alliierte Kriegsgefangenschaft, aus der er 1946 entlassen wurde.
In der Nachkriegszeit war Barwinski erneut als Richter tätig und unter anderem als Senatspräsident des 2. Disziplinarsenates am Bundesdisziplinarhof eingesetzt.